# دويل ميدلتون
دويل ميدلتون (بالإنجليزية: Doyle Middleton)‏ (1 أبريل 1994 في المملكة المتحدة - ) هو لاعب كرة قدم بريطاني في مركز الوسط. لعب مع بريستون نورث إيند وكندل تاون ‏ ونورثويتش فيكتوريا.

## وصلات خارجية
- دويل ميدلتون على موقع قاعدة بيانات كرة القدم.إي يو (الإنجليزية)
- دويل ميدلتون على موقع Soccerbase.com (لاعب) (الإنجليزية)